# Vitor Pelé
Pour les articles homonymes, voir Pelé (homonymie).
Vítor Hugo Gomes Passos, plus connu sous le nom de Vitor Pelé, est un footballeur portugais, né le 14 septembre 1987 à Porto qui évolue au poste de milieu relayeur.

## Biographie
Formé à Boavista Futebol Clube, Pelé est très vite transféré au Sport Comércio e Salgueiros puis au Sport Lisboa e Benfica et ensuite au Vitória Sport Clube Guimarães. Il n'y reste pas très longtemps, puisqu'à 19 ans, il est à l'été 2007 engagé par l'Inter Milan, qui l'avait repéré lors du Tournoi de Toulon. Il signe alors un contrat de cinq ans, et débute pour la première fois sous ses nouvelles couleurs le 26 septembre 2007 face à la Sampdoria.
Il est titularisé pour la première fois contre la Lazio le 5 décembre, du fait des nombreuses absences l'Inter au poste de milieu de terrain (Patrick Vieira, Dejan Stanković, Luís Figo et Olivier Dacourt).
Il marque un but important en demi-finale retour de la Coupe d'Italie face à la Lazio Rome (2-0).
Le 1er septembre 2008, il rejoint le FC Porto après avoir été inclus dans le transfert de Ricardo Quaresma du club portugais vers le club nerazzurro.
En janvier 2009, il est prêté à Portsmouth FC. Il est prêté au Real Valladolid, pour la saison 2009-2010.
Il est sélectionné avec les -21 ans portugais, et totalise depuis l'été 2007 dix sélections avec cette équipe.
Pelé signe un contrat de trois ans avec le club turc Eskisehirspor le 9 juillet 2010.

## Palmarès
- Championnat de Grèce : 2014